# Marines a pleno sol
Marines a pleno sol es el primer álbum de estudio del grupo español Los Nikis editado en 1986. 

## Lista de canciones
| N.º | Título                                             | Duración |  |
| 1.  | «El imperio contraataca» (Los Nikis)               | 3:10     |  |
| 2.  | «Los niños del Brasil» (Los Nikis)                 | 2:20     |  |
| 3.  | «La puerta verde» (Llopis/J. Lone & The Highfives) | 2:40     |  |
| 4.  | «10 años en Sing-Sing» (Los Nikis)                 | 3:02     |  |
| 5.  | «Luis Enrique» (Los Nikis)                         | 2:48     |  |
| 6.  | «Salvaje pasión» (Los Nikis)                       | 2:10     |  |
| 7.  | «La naranja no es mecánica» (Los Nikis)            | 2:54     |  |
| 8.  | «Ave César» (Los Nikis)                            | 3:00     |  |
| 9.  | «La rebelión de los humanos» (Los Nikis)           | 3:10     |  |
| 10. | «La canción de la suciedad» (The Magazine)         | 3:46     |  |
| 11. | «Aurelio el misionero» (Los Nikis)                 | 4:00     |  |
| 12. | «Quizás» (Los Nikis)                               | 0:59     |  |